# Al Green
Al Green (født 13. april 1946 i Arkansas, USA) er en amerikansk sanger.
Han er kendt for at have sunget sange som "Take Me to the River", "Tired of Being Alone", "I'm Still in Love with You", "Love and Happiness" og "Let's Stay Together".

## Diskografi
- Back Up Train (1967)
- Green Is Blues (1969)
- Al Green Gets Next to You (1971)
- Let's Stay Together (1972)
- I'm Still in Love with You (1972)
- Call Me (1973)
- Livin' for You (1973)
- Al Green Explores Your Mind (1974)
- Al Green Is Love (1975)
- Full of Fire (1976)
- Have a Good Time (1976)
- The Belle Album (1977)
- Truth n' Time (1978)
- The Lord Will Make a Way (1980)
- Higher Plane (1981)
- Precious Lord (1982)
- I'll Rise Again (1983)
- White Christmas (1983)
- Trust in God (1984)
- He Is the Light (1985)
- Soul Survivor (1987)
- I Get Joy (1989)
- Love Is Reality (1992)
- Don't Look Back (1993)
- Your Heart's in Good Hands (1995)
- Feels Like Christmas (2001)
- I Can't Stop (2003)
- Everything's OK (2005)
- Lay It Down (2008)